# Двойной трон

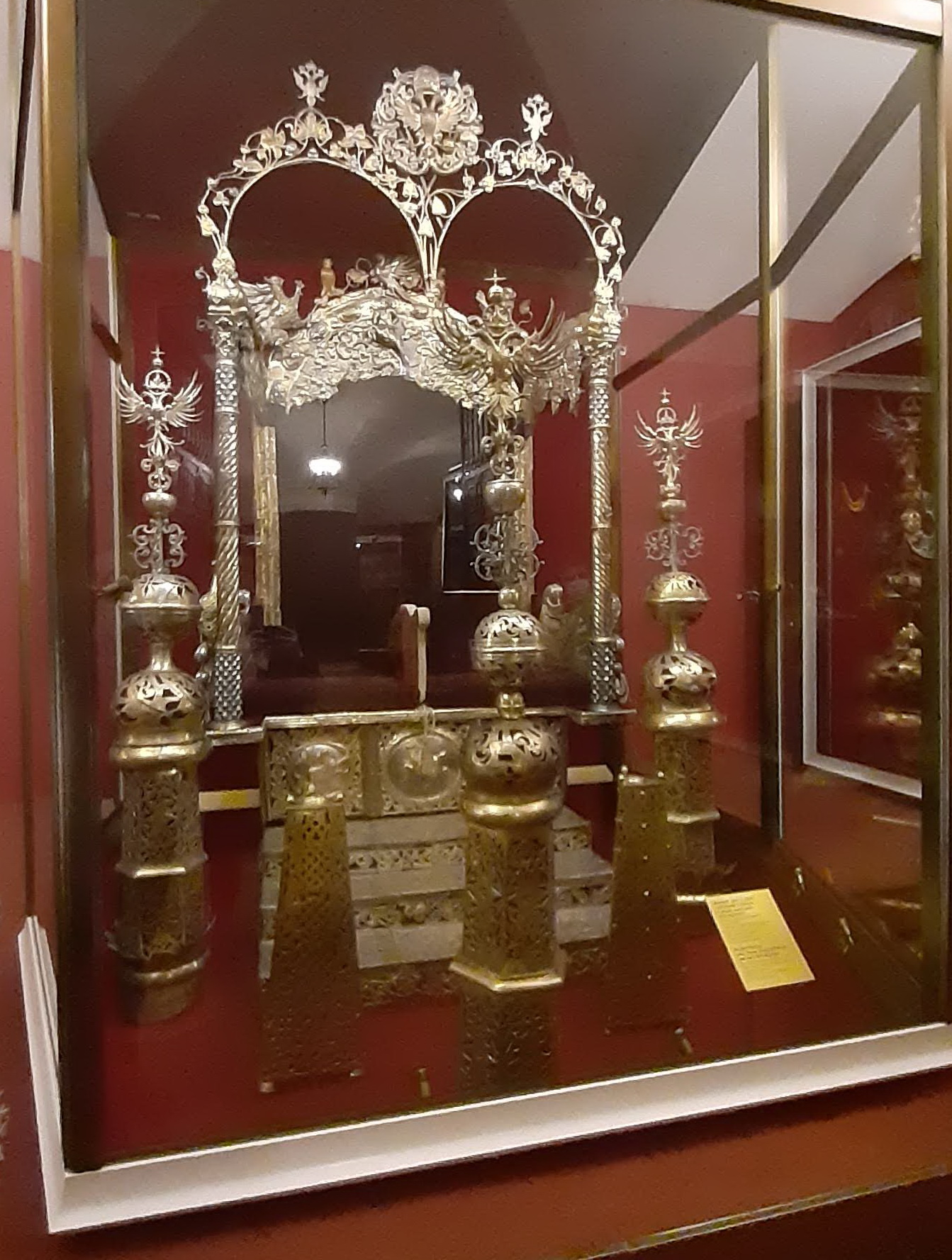

Двойной трон (Трон серебряный) — царский трон, созданный в 1682—1683 годах для царствования Ивана V и его брата Петра I мастерами Мастерских Московского Кремля. Хранится в Оружейной палате (инв. Р-31/1-4).
Из-за обстоятельств создания имеет уникальную иконографию. Стилистика барокко, украшен фигурами львов, также изображены всадник в латах в сопровождении собаки, грифон, двуглавые орлы, геральдические одноголовые орлы, пеликаны, разрывающие свою грудь. До наших дней сохранился не полностью.
В спинке есть оконце, по легенде сделанное для царевны Софьи.

## История
Первое достоверное упоминание о двойном серебряном троне относится к 1684 году.
«Большое» место в феврале 1686 года после переделки поставили в Грановитой палате. В конце января 1696 года трон стал ненужным из-за смерти царя Ивана. Известно, что в 1701 году он сохранялся как раритет на Казенном дворе; реликвия была ценна, в первую очередь, из-за связи с Петром. Опись 1719 года свидетельствует о постепенном разрушении трона, в частности, была снята часть серебра, детали. Трон продолжили разбирать в 1719—1742 годах.
В 1797 году трон был востребован к коронации Павла I, что предполагает, что его собрали обратно. В 1806 году, когда Оружейную палату преобразовали в музей, трон оказался в ней как экспонат. В 1812 году, из-за французов, он был разобран и вывезен; обратно его собрали лишь в 1824 году. Реставратором был мастер Василий Романов. Последняя реставрация была произведена в конце XX века.